# بوب ستيل (لاعب كريكت)
بوب ستيل (22 أبريل 1901 بسيدني في أستراليا - 9 نوفمبر 1985) (بالإنجليزية: Bob Steele)‏ هو لاعب كريكت أسترالي.

## وصلات خارجية
- بوب ستيل (لاعب كريكت) على موقع إي آس بي آن كريك إنفو (الإنجليزية)